# تیم ویلیامسون
تیم ویلیامسون (به انگلیسی: Tim Williamson) بازیکن فوتبال زادهٔ ۶ ژوئن ۱۸۸۴ اهل کشور انگلستان بود که سابقهٔ بازی در تیم ملی فوتبال انگلستان را در کارنامهٔ خود دارد. وی در تاریخ ۲۵ فوریه ۱۹۰۵ نخستین بازی ملی خود را در مقابل تیم ملی فوتبال ایرلند انجام داد و با حضور در ۷ بازی ملی، در تاریخ ۱۵ فوریه ۱۹۱۳ واپسین بازی ملی‌اش را در برابر تیم ملی فوتبال ایرلند برگزار کرد.